# Kesswil
Kesswil ist eine politische Gemeinde und eine Ortschaft im Schweizer Kanton Thurgau. Sie liegt zwischen Romanshorn und Kreuzlingen am Bodensee und gehört zum Bezirk Arbon.

## Geschichte

Kesswil im Jahr 1957

Kesswil wurde 817 erstmals als Chezzinwillare erwähnt. Im 9. Jahrhundert verfügte das Kloster St. Gallen in Kesswil über Grundbesitz. Im 13. Jahrhundert erlangte auch das Kloster Münsterlingen Grund- und Herrschaftsrechte im Ort. Vom Spätmittelalter bis 1798 war Kesswil ein äbtisch-sankt-gallisches Malefizgericht, das vom Romanshorneramt aus verwaltet wurde.
1429 erlaubte das Kloster Münsterlingen den Bau einer Kapelle. 1451 ist eine Messpfründe bezeugt. 1529 trat die Pfarrei, die auch Dozwil umfasste, zur Reformation über. Der Pfarrer betreute ab 1588 auch Uttwil, dass ab 1618 den Status einer Filialkirche innehatte. Von 1816 an bildete Kesswil eine sich territorial mit der Ortsgemeinde deckende Munizipalgemeinde, weshalb die beiden Gemeinden 1870 zu einer sogenannten Einheitsgemeinde vereinigt wurden.
Im 19. Jahrhundert wurden in Kesswil Ackerbau, Rebbau und Fischerei betrieben, daneben hatten sich eine Weberei, Handel und Kleingewerbe angesiedelt. Mit dem Übergang zur Vieh- und Milchwirtschaft – 1859 wurde eine Käsereigesellschaft gegründet – wurde der Feldobstbau intensiviert. Die 1871 eröffnete Seelinie brachte dem Dorf zunächst keinen wirtschaftlichen Aufschwung. Um 1900 gab es in Kesswil einige Stickereilokale. Anfang des 21. Jahrhunderts bot die Nussbaum Matzingen (vor 2003 Tubenfabrik Pressta) im Jahr 2005 85 Arbeitsplätze an. Weitere Arbeitsmöglichkeiten sind in der Landwirtschaft mit Obst- und Beerenbau und in der Baumschule Roth Pflanzen zu finden. Mit den nach 1980 entstandenen Einfamilienhäusern und Wohnbauten entwickelte sich Kesswil zur ländlichen Wohngemeinde.

## Wappen
Blasonierung: Geteilt von Weiss mit schreitendem roten Löwen und Grün.
Das Wappen der Gemeinde Kesswil geht auf die Herren von Kesswil zurück.

## Bevölkerung
| Hier fehlt eine Grafik, die leider im Moment aus technischen Gründen nicht angezeigt werden kann. Wir arbeiten daran! |

| Jahr      | 1850 | 1888 | 1900 | 1910 | 1941 | 1950 | 1980 | 2000 | 2010 | 2018 | 2023 |
| Einwohner | 522  | 572  | 529  | 576  | 454  | 494  | 596  | 850  | 985  | 989  | 995  |

Von den insgesamt 995 Einwohnern der Gemeinde Kesswil am 31. Dezember 2023 waren 174 bzw. 17,5 % ausländische Staatsbürger. 392 Personen (39,4 %) waren evangelisch-reformiert und 219 (22,0 %) römisch-katholisch.

## Wirtschaft
Im Jahr 2016 bot Kesswil 372 Personen Arbeit (umgerechnet auf Vollzeitstellen). Davon waren 29,7 % in der Land- und Forstwirtschaft, 41,5 % in Industrie, Gewerbe und Bau sowie 28,8 % im Dienstleistungssektor tätig.

## Sehenswürdigkeiten
Im Dorfkern sind Fachwerkhäuser (Riegelhäuser) aus dem 17. Jahrhundert erhalten geblieben.

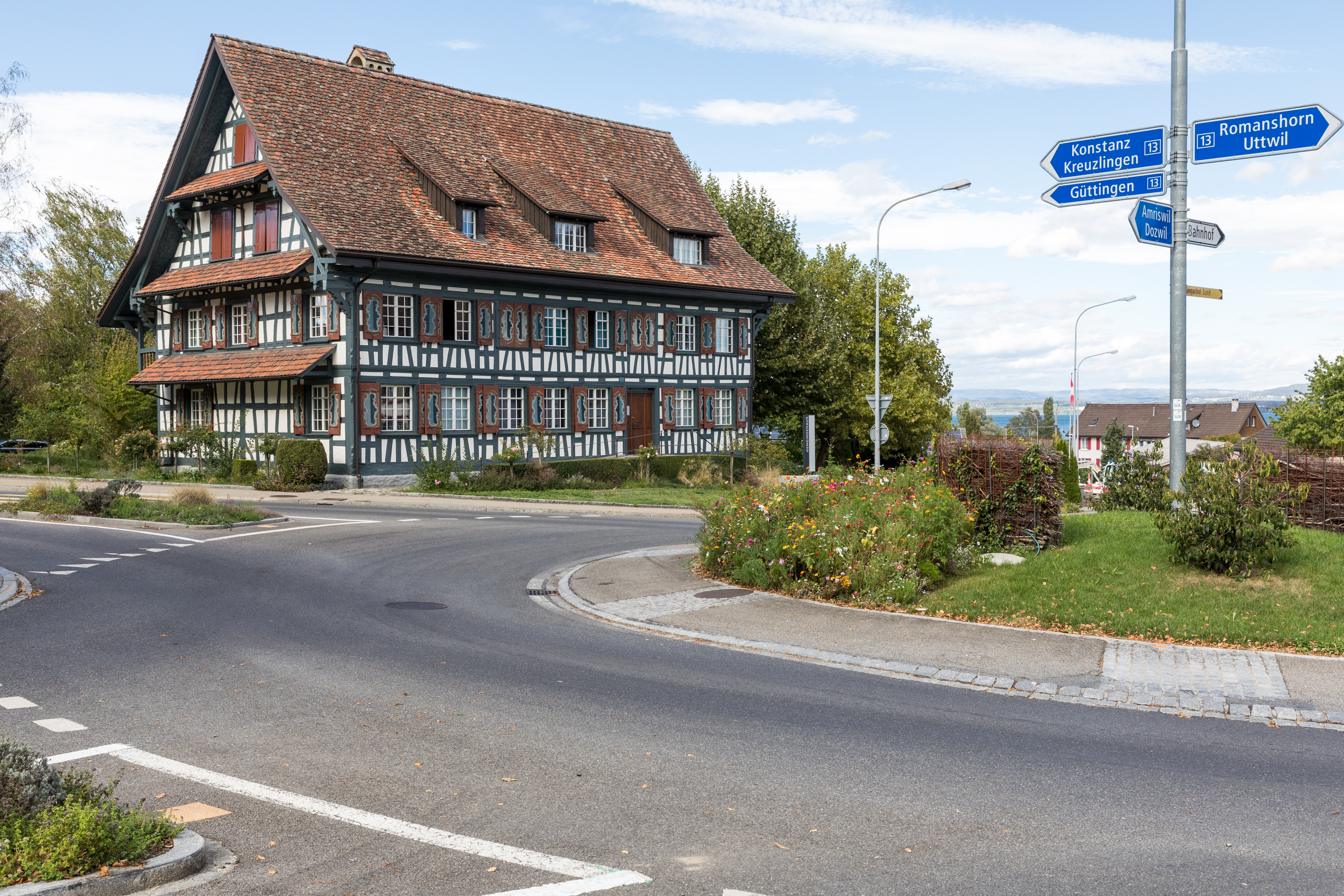
Gemeindehaus Kesswil, ehem. «Bären» und Kreisel
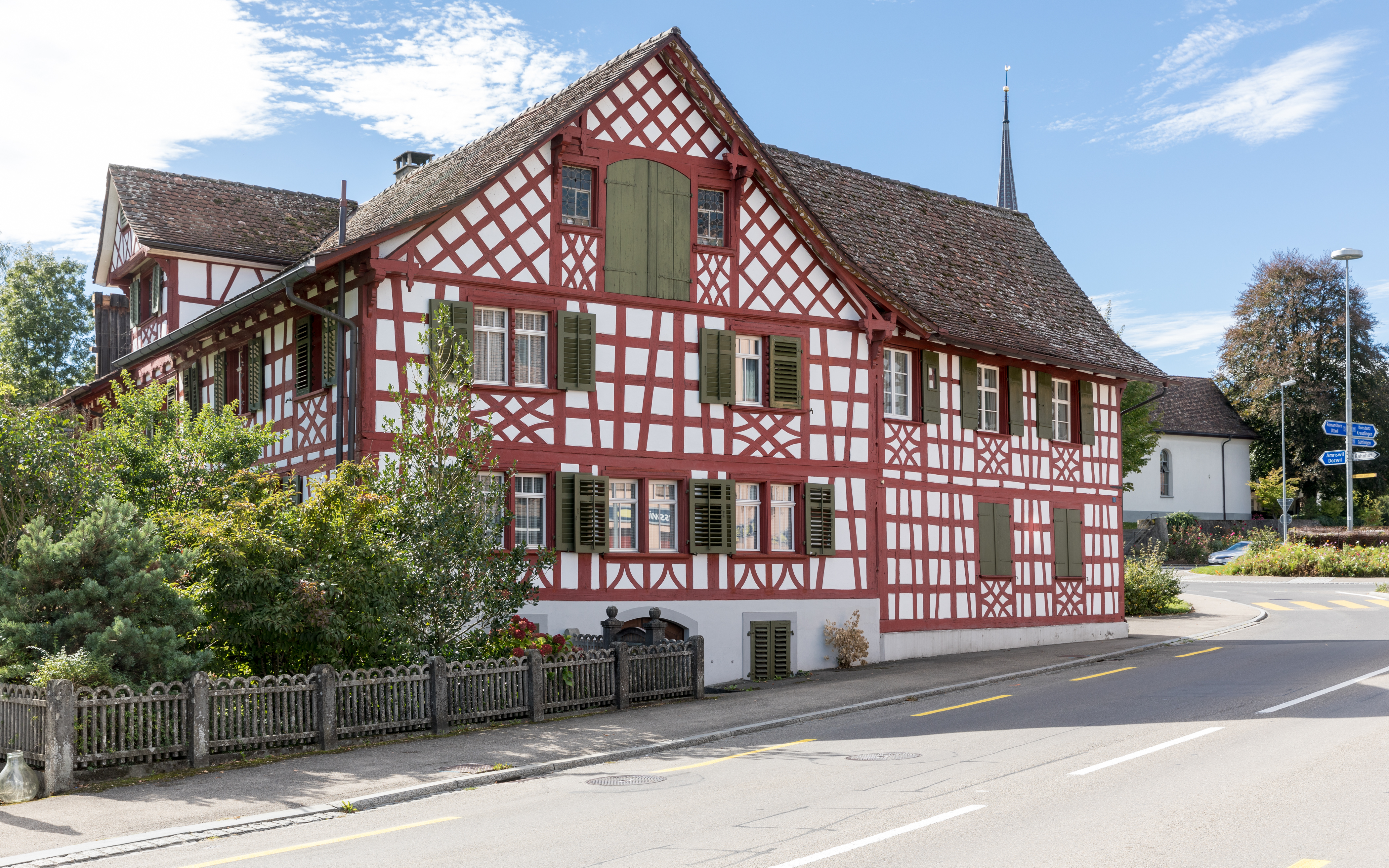
Alte Mühle
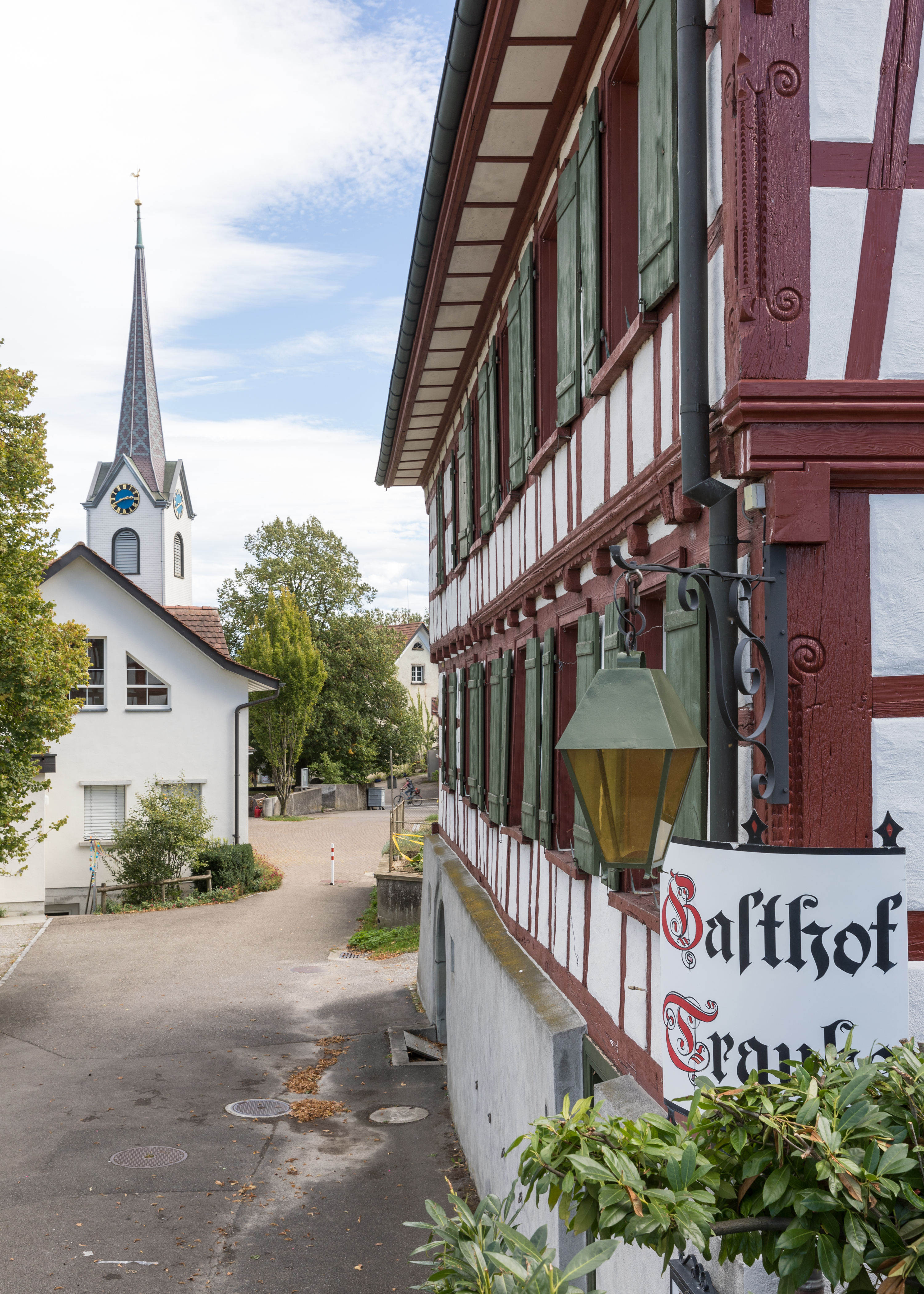
Gasthof Traube und evangelische Kirche
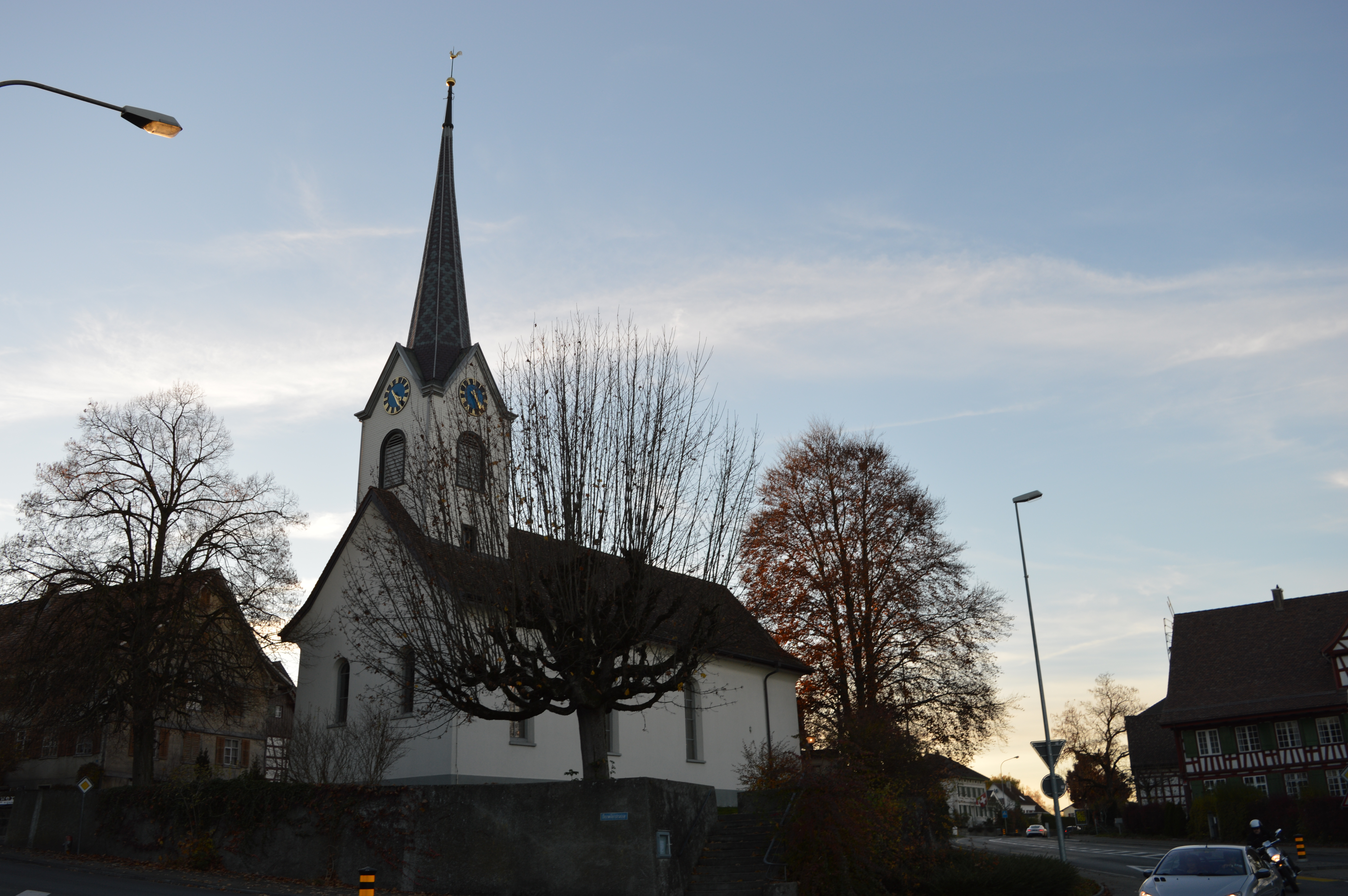
Kirche Kesswil
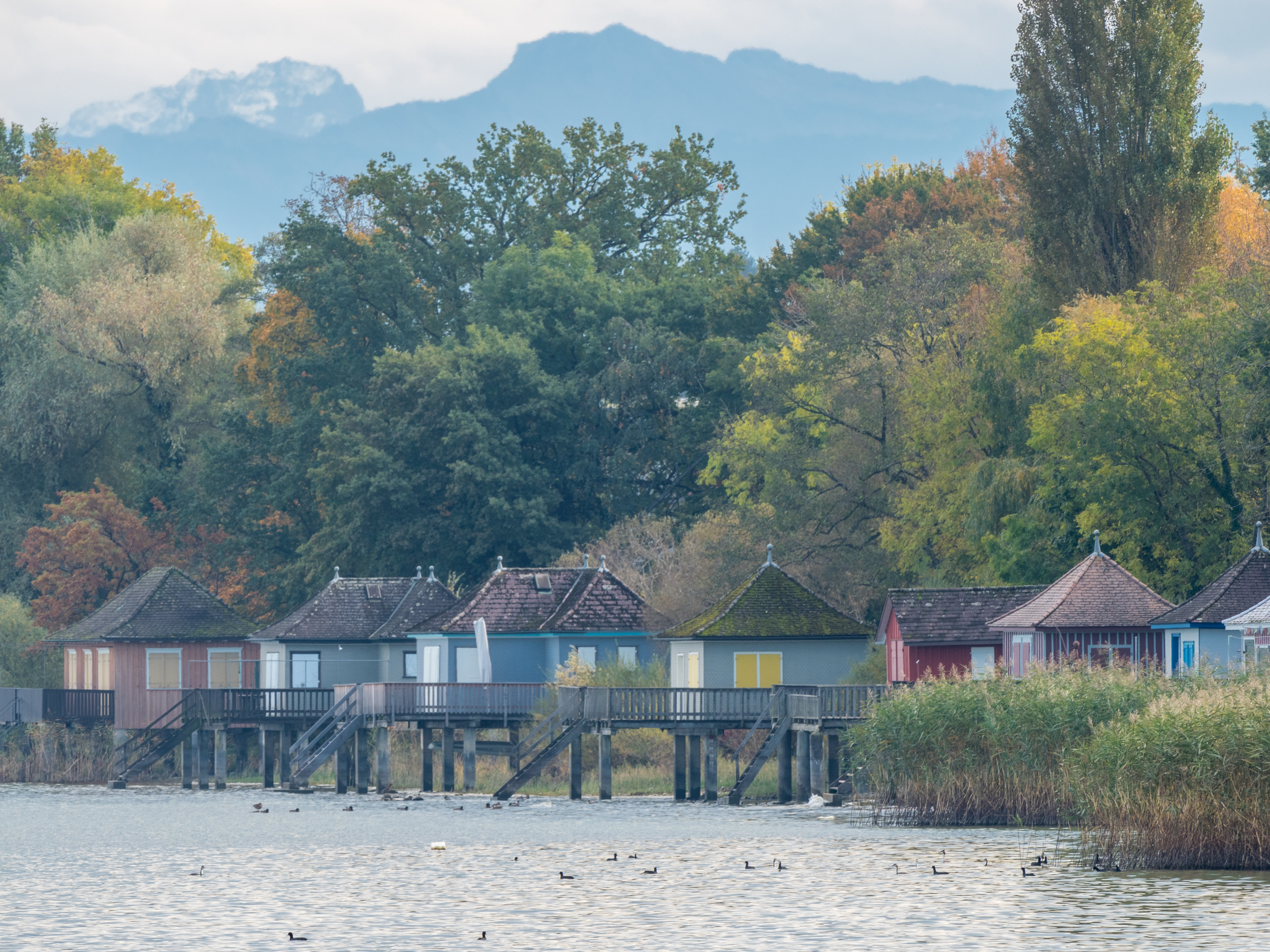
Badehäuser am Bodenseeufer
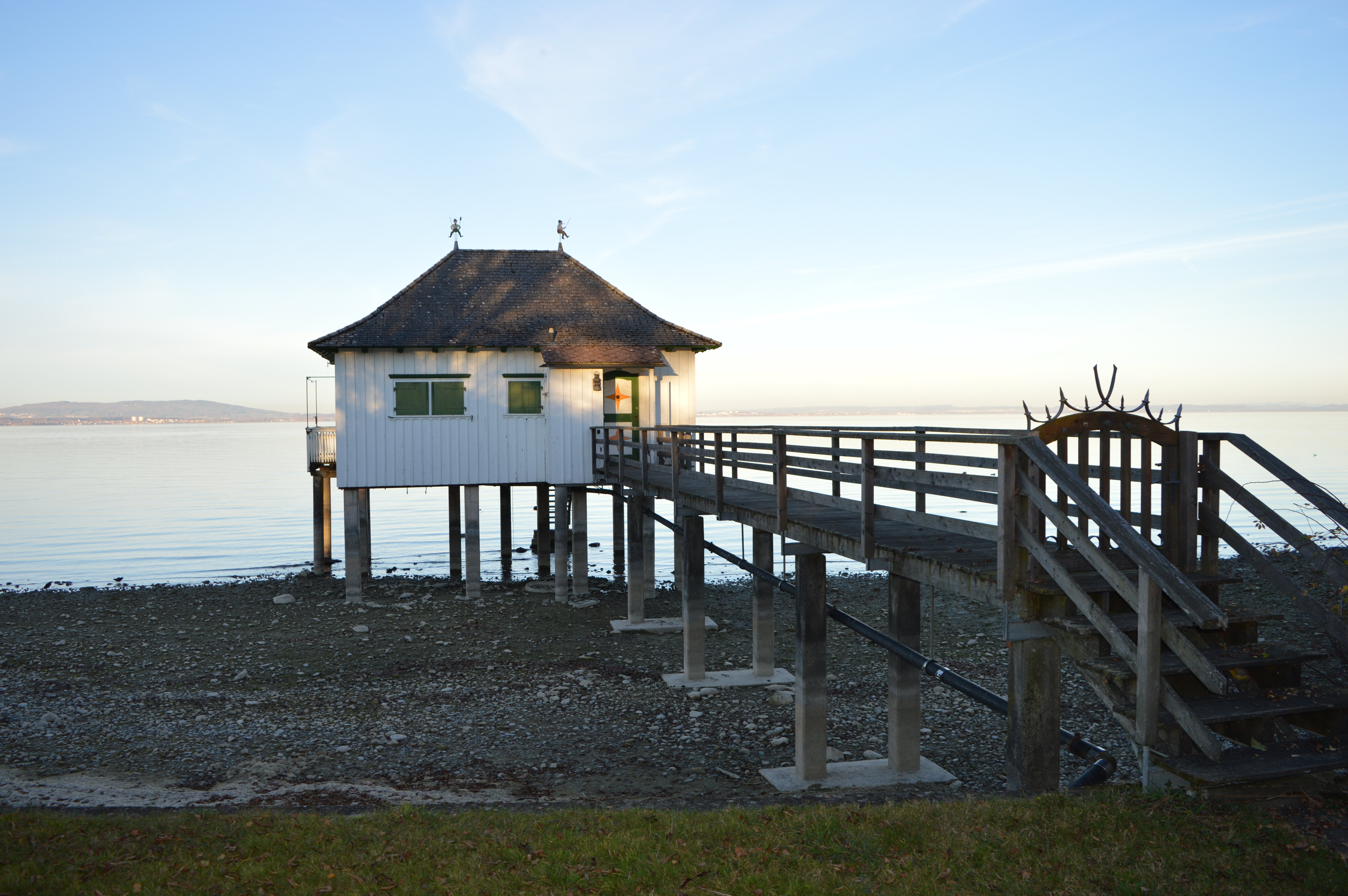
Badehaus am Seeufer

## Persönlichkeiten
- Paul Häberlin (1878–1960), Philosoph, Psychologe und Pädagoge, wurde am 17. Februar 1878 in Kesswil geboren.
- Carl Gustav Jung (1875–1961), Psychiater und Begründer der analytischen Psychologie, wurde am 26. Juli 1875 in Kesswil als Sohn des Pfarrers geboren.
- August Künzler (1901–1983), Farmer in Afrika, wurde am 20. November 1901 in Kesswil geboren.[11]
- August Roth (1894–1954), Jurist und Politiker, Nationalrat, wurde am 22. Februar 1894 in Kesswil geboren.